# Purgatory Afterglow
Purgatory Afterglow (česky Odlesk očistce) je čtvrté studiové album švédské death metalové kapely Edge of Sanity. Vydáno bylo v roce 1994 hudebním vydavatelstvím Black Mark Productions. Je věnováno památce Kurta Cobaina, frontmana kapely Nirvana.
Ke skladbě Black Tears vznikl videoklip. Tuto skladbu také nahrály jako coververzi na svých CD kapely Eternal Tears of Sorrow na albu Chaotic Beauty z roku 2000 a Heaven Shall Burn na albu Iconoclast (Part 1: The Final Resistance) z roku 2008.

## Seznam skladeb
1. Twilight – 7:51
2. Of Darksome Origin – 5:02
3. Blood-colored – 4:01
4. Silent – 5:06
5. Black Tears – 3:15
6. Elegy – 3:57
7. Velvet Dreams – 7:11
8. Enter Chaos – 2:24
9. The Sinner and the Sadness – 3:07
10. Song of Sirens – 2:33

Japonská verze CD obsahovala dvě bonusové skladby navíc:
- 11. Until Eternity Ends – 4:02
- 12. Eternal Eclipse– 2:53

## Sestava
- Dan Swanö – vokály, kytara, klávesy
- Andreas Axelsson – kytara
- Benny Larsson – bicí
- Anders Lindberg – baskytara
- Sami Nerberg – kytara